# Bizzie Høyer
Jacobine (Bizzie) Severine Henriette Høyer (født 26. marts 1888 på Frederiksberg, død 10. maj 1971 på Frederiksberg) var en dansk maler og kunstlærer.
Hendes forældre var handelsgartner Hector Frederik Janson Estrup Høyer og Dora Kirstine Hansen. Hun forblev ugift.
Bizzie Høyer dimitterede fra Emilie Mundts og Marie Luplaus Malerskole og gik derefter på Kunstakademiet fra 1904 til 1909. I 1911-1912 studerede hun i Paris samtidig med kammeraterne Astrid Holm og Elisabeth Vest. Senere studerede hun på Dekorationsskolen ved Einar Utzon-Frank fra 1922 til 1924.
Hun malede i impressionistisk stil og udførte også forskellig dekorationsarbejde ved brug af forskellige teknikker, såsom plastisk broderi eller udsmykning i træ.
Bizzie udstillede mange af sine værker og modtog ros for dem, dog huskes hun bedst for sin egen velbesøgte kunstskole i København, hvor hun forberedte mange danske kunstnere, så de kunne optages i Kunstakademiet.

## Priser
- I 1933 blev hendes maleri Gadebillede belønnet med Neuhausens pris.
- I 1947 modtog Bizzie Høyer Eckersberg Medaljen.[1]